# Alfredo Costa Gutiérrez
Alfredo Costa Gutiérrez (vor 1894 – nach 1920) war ein uruguayischer Politiker.
Costa Gutiérrez war zunächst Richter (Juez Letrado) in Rivera. Er gehörte der Partido Colorado an und hatte für diese als Repräsentant des Departamento Tacuarembó in der 18. und 19. Legislaturperiode im Zeitraum vom 15. Februar 1894 bis zum 10. Februar 1898 ein Titularmandat in der Cámara de Representantes inne. In der nachfolgenden Legislaturperiode war er erneut für Tacuarembó vom 29. April 1918 bis zum 14. Februar 1920 stellvertretender Abgeordneter.